# Laxenburger Bahn
| Streckenlänge: | 4,7 km               |                                                     |                                                     |
| Spurweite: | 1435 mm (Normalspur) |                                                     |                                                     |
| |                      |                                                     |                                                     |
| \| \| \| von Wien \| \| \| \| 0,00 \| Mödling \| 215,915 m ü. A. \| \| \| \| nach Gloggnitz \| \| \| \| 0,3 \| Anschluss zur Korkstein AG \| Anschluss zur Korkstein AG \| \| \| 0,5 \| Anschluss zum Kohlenlager des Materialmagazins Wien \| Anschluss zum Kohlenlager des Materialmagazins Wien \| \| \| 1,1 \| Abzw Griesfeld zu den Wiener Lokalbahnen \| Abzw Griesfeld zu den Wiener Lokalbahnen \| \| \| 1,3 \| Wiener Lokalbahnen \| Schrankenposten 1a \| \| \| 1,4 \| Anschluss Griesfelder Ziegelwerke \| Anschluss Griesfelder Ziegelwerke \| \| \| 4,0 \| Wiener Neustädter Kanal (Länge 5,2 m) \| Wiener Neustädter Kanal (Länge 5,2 m) \| \| \| 4,0 \| Aspangbahn \| Aspangbahn \| \| \| 4,7 \| Laxenburg \| 182,062 m ü. A. \| |                      |                                                     |                                                     |
| Strecke |                      | von Wien                                            | von Wien                                            |
| Bahnhof | 0,00                 | Mödling                                             | 215,915 m ü. A.                                     |
| Abzweig ehemals geradeaus und nach rechts |                      | nach Gloggnitz                                      | nach Gloggnitz                                      |
| Abzweig geradeaus und nach rechts (Strecke außer Betrieb) | 0,3                  | Anschluss zur Korkstein AG                          | Anschluss zur Korkstein AG                          |
| Abzweig geradeaus und nach rechts (Strecke außer Betrieb) | 0,5                  | Anschluss zum Kohlenlager des Materialmagazins Wien | Anschluss zum Kohlenlager des Materialmagazins Wien |
| Abzweig geradeaus und nach rechts (Strecke außer Betrieb) | 1,1                  | Abzw Griesfeld zu den Wiener Lokalbahnen            | Abzw Griesfeld zu den Wiener Lokalbahnen            |
| Kreuzung (Strecke geradeaus außer Betrieb) | 1,3                  | Wiener Lokalbahnen                                  | Schrankenposten 1a                                  |
| Abzweig geradeaus und nach rechts (Strecke außer Betrieb) | 1,4                  | Anschluss Griesfelder Ziegelwerke                   | Anschluss Griesfelder Ziegelwerke                   |
| Brücke über Wasserlauf (Strecke außer Betrieb) | 4,0                  | Wiener Neustädter Kanal (Länge 5,2 m)               | Wiener Neustädter Kanal (Länge 5,2 m)               |
| Kreuzung geradeaus unten (Strecke geradeaus außer Betrieb) | 4,0                  | Aspangbahn                                          | Aspangbahn                                          |
| Kopfbahnhof Streckenende (Strecke außer Betrieb) | 4,7                  | Laxenburg                                           | 182,062 m ü. A.                                     |

Die Laxenburger Bahn war eine Bahnstrecke in Niederösterreich zwischen Mödling und Laxenburg. Sie war eine Flügelbahn.

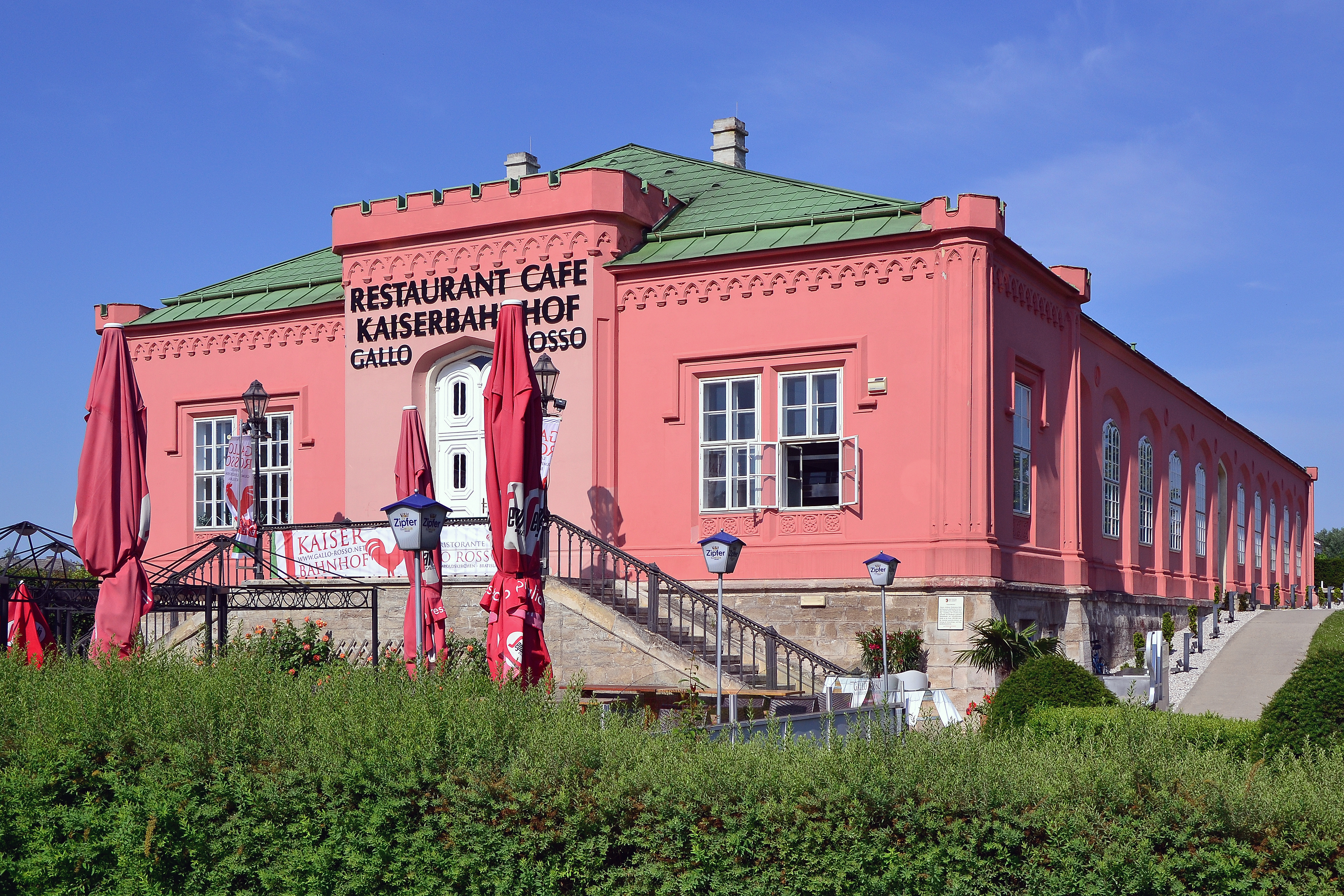
Der Kaiserbahnhof (2012)

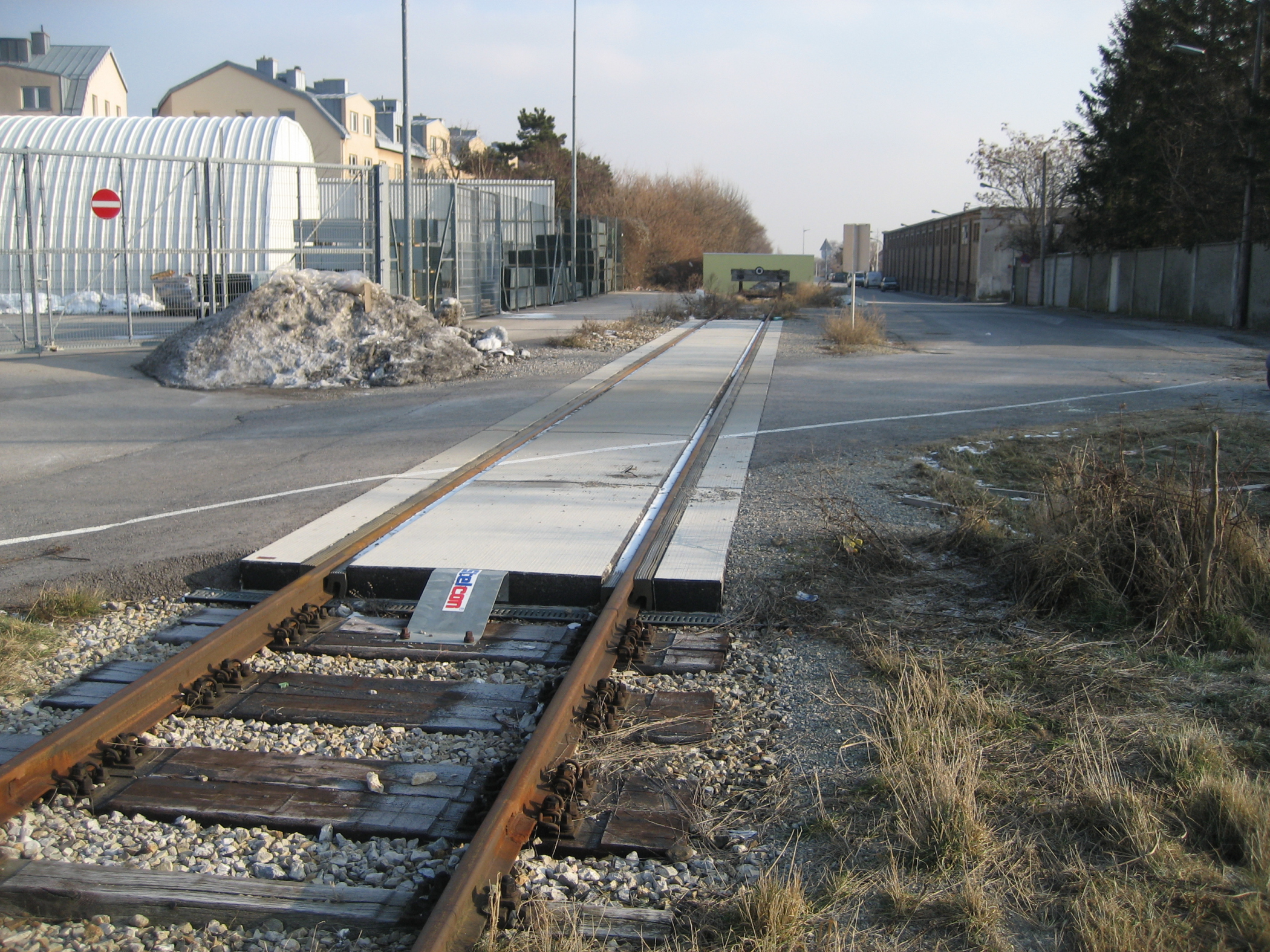
Das Ende der ehemaligen Laxenburger Bahn im Bahnhof Mödling (2011)

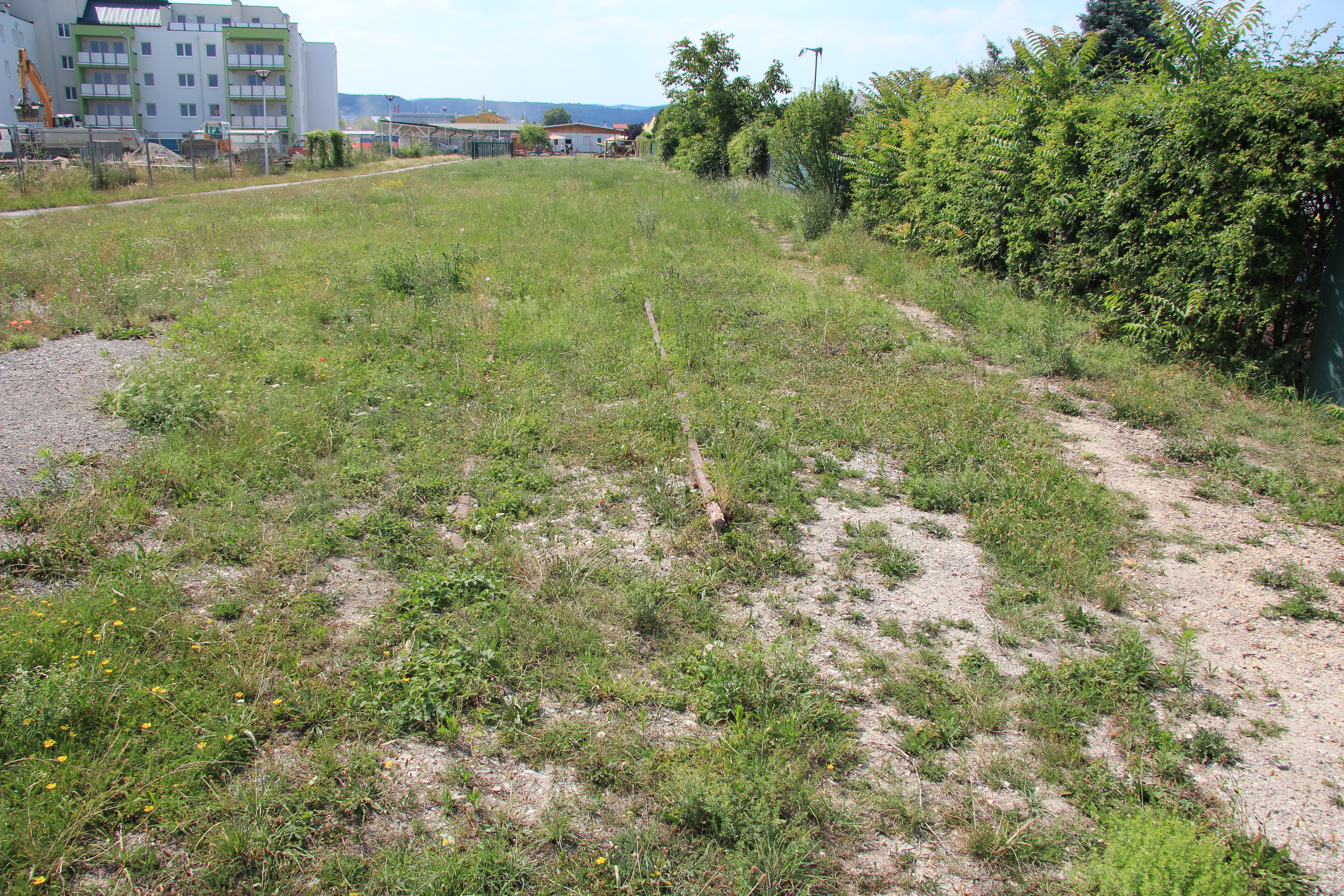
Allerletzte Gleisreste in Wiener Neudorf (2015)

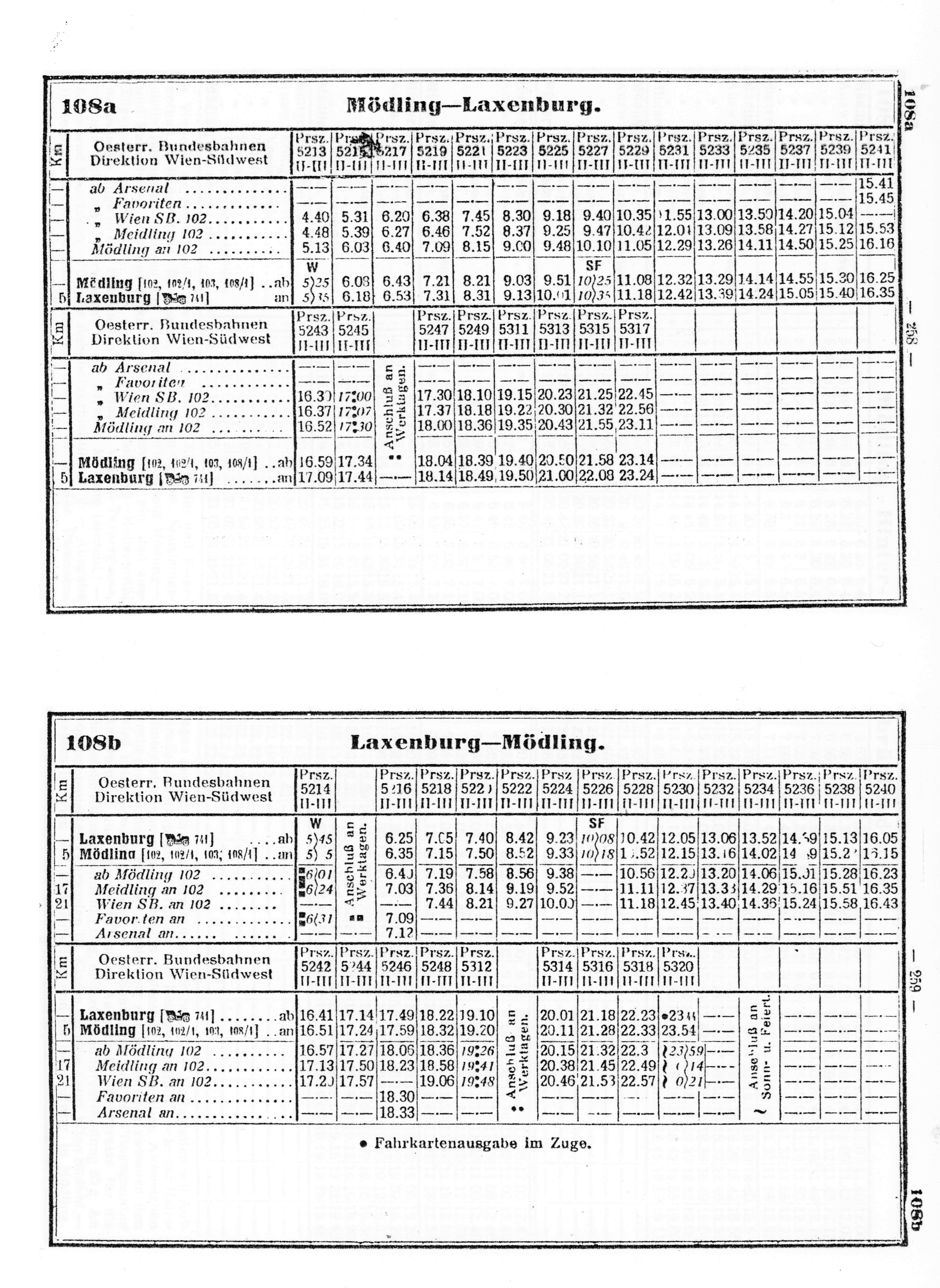
Fahrplan Sommer 1928

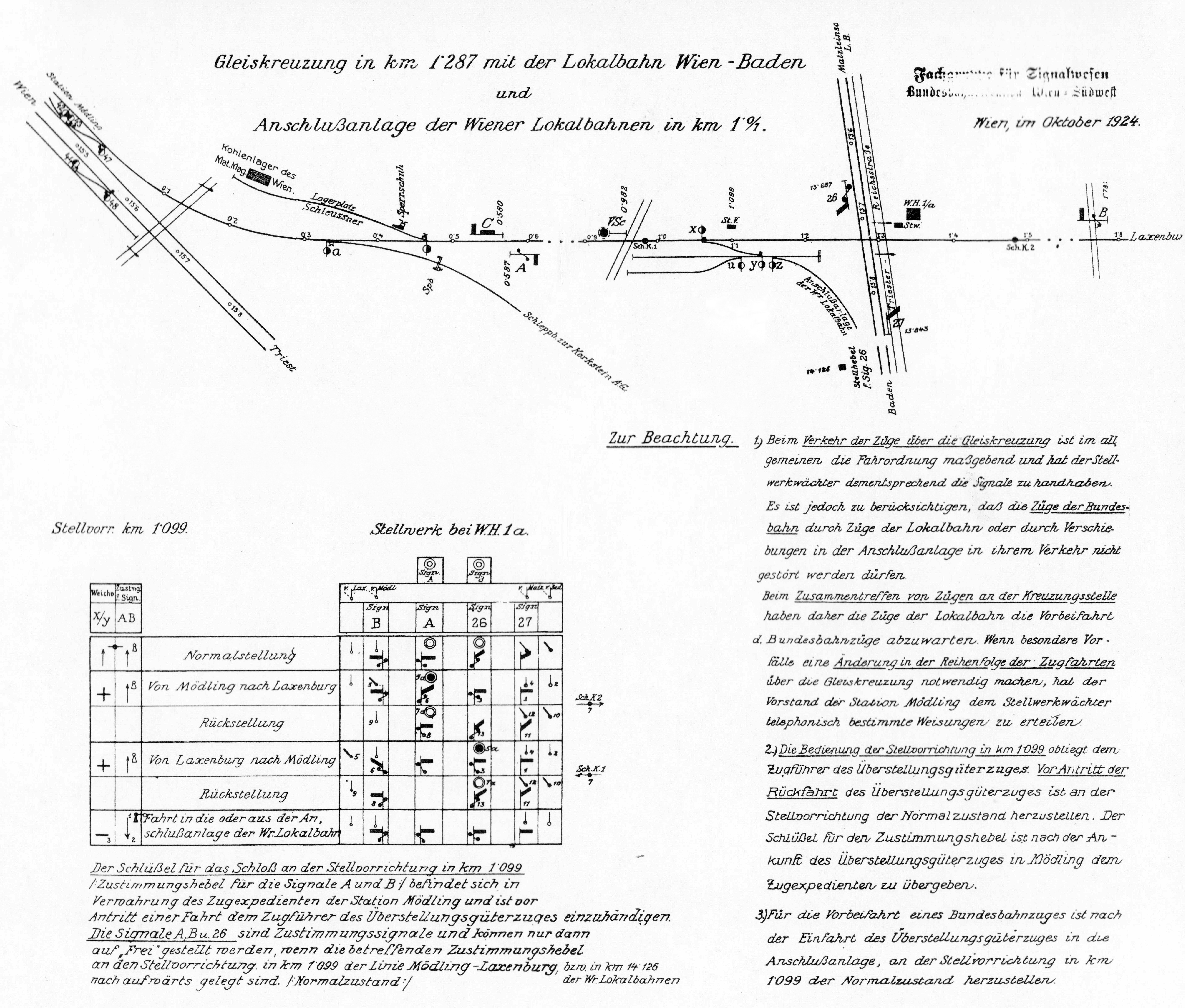
Anschlussanlage zur Lokalbahn Wien–Baden 1924

## Geschichte

### Erste Betriebsjahre
Die am 4. Februar 1844 konzessionierte Bahn wurde nach etwa sechsmonatiger Bauzeit am 28. September 1845 eröffnet, also vier Jahre nach der Südbahn, als erste Lokalbahn Österreichs. Die Baukosten beliefen sich auf 159.000 Gulden. Anfangs war im Sommer Dampf-, im Winter ein Pferdebetrieb eingerichtet. Anlass für den Bau war das Schloss Laxenburg, das von den Habsburgern als Sommerresidenz genutzt wurde.
Ebenso wie zunächst die Südbahnstrecke wurde die Lokalbahn von der Wien-Gloggnitzer Eisenbahn-Gesellschaft betrieben. Das Empfangsgebäude des Bahnhofs Laxenburg war als Bahnhof für das in unmittelbarer Nähe gelegene Schloss Laxenburg besonders aufwändig ausgestattet.
Die Bahn wurde zwar 1853 verstaatlicht, kurz darauf ging sie in das Eigentum der K.k. Südbahn-Gesellschaft über.

### Projekt einer Bahn von Laxenburg nach Wien
1899 bestand der Plan eine elektrische Bahn von Laxenburg über Mödling, Maria-Enzersdorf, Brunn am Gebirge, Perchtoldsdorf, Rodaun, über Liesing, Atzgersdorf, Altmannsdorf, nach Wien zu bauen. Dazu konstituierte sich ein von Fürst Wrede präsidiertes Konsortium. Die Endstation in Wien sollte eine nächst der Hofoper gelegene Gasse, eventuell die Operngasse, sein. Für Streckenteile, deren örtliche Verhältnisse einen Neubau nicht zuließen, wurde Peage-Verkehr mit anderen schon bestehenden Transport-Unternehmungen in Aussicht genommen. Eine solche Linie wäre eine direkte Konkurrenz für die parallel verlaufende Südbahnstrecke geworden, ebenso für die Lokalbahn Wien–Baden, die von Mödling nach Wien führende Strecke der Dampftramway-Gesellschaft vormals Krauss & Comp. sowie die von Wien ausgehenden parallel verlaufenden Strecken.

### Höhepunkt
Bedingt durch das Ausflugsgebiet Laxenburg, verkehrten um die Jahrhundertwende bis zu 15 Zugpaare mit allen drei Wagenklassen täglich. Die Fahrzeit von Mödling nach Laxenburg betrug zehn Minuten.
Bis zum Ende des Ersten Weltkriegs wurde die Strecke regelmäßig von Hofzügen, sowohl der Habsburger als auch ihrer Gäste, die sie in Schloss Laxenburg besuchten, genutzt.
1924 fanden hier Probefahrten mit der ersten Diesellokomotive Österreichs statt.

### Stilllegung
Der Personenverkehr wurde am 31. März 1932, zeitgleich mit der Lokalbahn Mödling–Hinterbrühl eingestellt, auch wegen der Konkurrenz des Autobusdienstes der LOBEG (Lastentransport- und Omnibus-Betriebs-Gesellschaft). Güterverkehr bestand aber weiterhin. Der Bahnhof Laxenburg wurde 1938 aus dem Bahnhofsverzeichnis gestrichen.
Ab 21. September 1942 wurde auf der Teilstrecke Mödling–Griesfeld (Baulänge 1,870 km) der Personenverkehr wieder für Arbeiterzüge zu den Flugmotorenwerken Ostmark bei Wiener Neudorf aufgenommen. Nach dem Ende des Zweiten Weltkriegs 1945 blieb der öffentliche Verkehr eingestellt, doch waren die Gleisanlagen für Bedarfsfahrten der sowjetischen Besatzungsmacht befahrbar. Nach 1950 verfiel die Strecke.

## Relikte

### Mödling
In Mödling erinnerte bis 2008 die Straßenbezeichnung An der Laxenburger Bahn an deren Existenz. Die Straße wurde allerdings nach dem Tod des Altbürgermeisters Heinrich Horny nach diesem benannt. Eine Zusatztafel weist auf die ehemaligen Straßenbezeichnung hin.
Ein kurzer Abschnitt des Streckengleises ist in Mödling noch als Ladegleis in Betrieb.

### Laxenburg
In Laxenburg erinnert vor allem das erhaltene Empfangsgebäude von 1847 an die Bahn. Nach mehreren Zwischennutzungen dient es heute unter der Bezeichnung Kaiserbahnhof als Restaurant. Zwischen Bahnhof und Aspangbahn ist stellenweise noch der zugewachsene Bahndamm erkennbar.